# 馬格努斯三世
馬格努斯三世（古諾斯語：Magnús Óláfsson，挪威語：Magnus Olavsson，1073年—1103年8月24日），被稱為“赤腳王馬格努斯”（古諾斯語：Magnús berfœttr，挪威語：Magnus Berrføtt）。挪威國王（1093年－1103年）。馬格努斯三世統治時期實行軍事擴張政策，尤其對英倫諸島，他將統治伸延至群島王國及都柏林王國。

## 背景
馬格努斯三世是（和平者）奧拉夫三世的唯一兒子。母親身份不明，有記載是托拉·阿爾尼斯達特爾（Tora Arnesdatter，阿爾尼·蘭奇的女兒）或有記載是托拉·約安斯達特爾（Tora Joansdatter，拉恩瓦爾領主的女兒）（或說該是奧克尼伯爵朗格尼奧·伯赫辛的女兒），兩個版本各有支持者。馬格努斯自小與皇室隨從在特隆赫姆一起成長，年青時被形容為酷似好戰的祖父哈拉爾三世多於父親。根據斯諾里·斯蒂德呂松的說法，馬格努斯被認為是英俊而在學習上有天賦的; 雖然他的身材比他的祖父哈拉爾三世矮，但據說他被稱為“（高大的）馬格努斯”。根據斯諾里的說法，馬格努斯的更常見名字是“Barefoot”或“Barelegs”，因為他採用愛爾蘭和蘇格蘭人常穿的蓋爾人連衣裙：短外衣，讓小腿裸露。另一個版本（丹麥歷史學家薩克索·格拉瑪提庫斯）認為他獲得這個綽號，是因為他赤腳逃離瑞典人的攻擊，而第三個版本則解釋是因為他赤腳騎行（如愛爾蘭人）。由於馬格努斯的侵略行為和他在國外的遠征活動，他還有綽號“styrjaldar-Magnús”（“戰士馬格努斯”或“衝突愛好者馬格努斯”）。

## 統治期間

### 鞏固王位

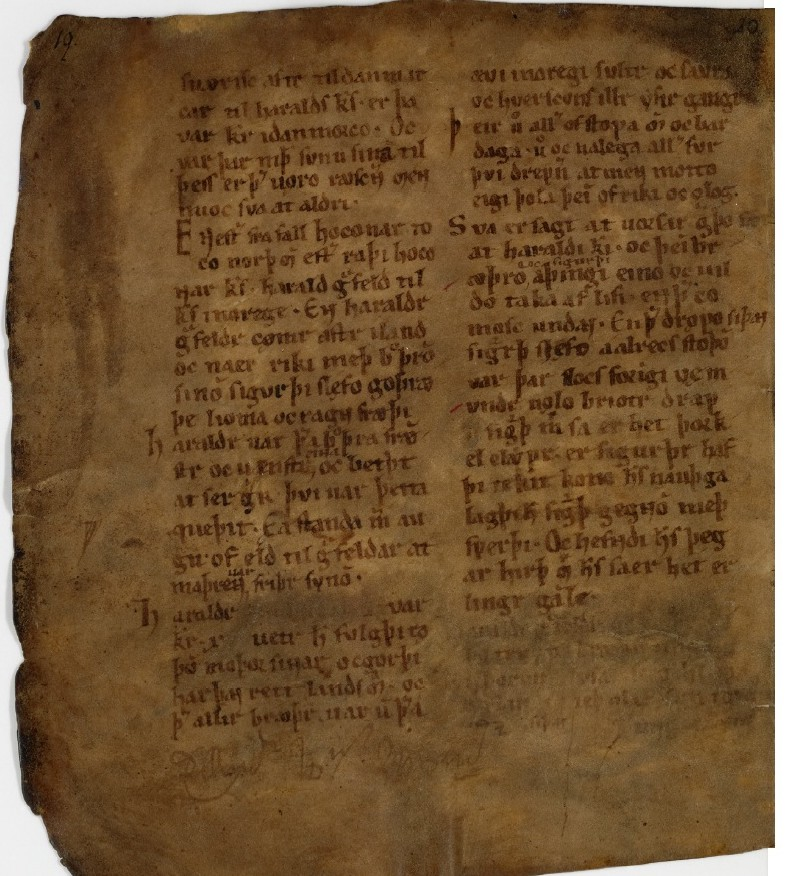
13世紀挪威編年史“Ágrip”的其中一頁，是馬格努斯三世生平的傳記

在馬格努斯的父親奧拉夫三世統治期間，挪威經歷長時間的和平。當奧拉夫三世於1093年9月在挪威東南部的朗里克（Rånrike）去世時，馬格努斯可能在法院宣佈成為國王，他們於該月尾在鄰近的維肯地區召開議會。當馬格努斯三世成為國王時，他已經擁有一些挪威貴族的支持。儘管有關他統治第一年的消息來源並不清楚，但顯然馬格努斯三世將重點放在挪威的西部（朝向不列顛群島）。自從埃爾蘭德雷芬·西居爾松逝世以來，在北歐人控制的不列顛群島地區情況一片混亂，這為馬格努斯三世提供了干預當地權力鬥爭的機會。根據一些記錄，馬格努斯三世在1093-94年（或1091-92年）進行他的第一次的遠征，幫助蘇格蘭國王唐納德三世征服愛丁堡和蘇格蘭王位，並可能獲得對南部群島的控制權（“Suðreyjar”）作為回報。目前尚不清楚這次初期的探險是否曾經發生，因為它沒有在早期可靠來源或傳奇中直接引用。
但是馬格努斯三世的統治被在特隆赫姆統治的堂兄哈康·馬格努森所挑戰（馬格努斯二世的私生子）。哈康·馬格努森統治範圍與父親馬格努斯二世在位時差不多，統治挪威的中部挪威高地、北挪威及西挪威。哈康·馬格努森因為寬免農民稅務及關稅（包括可追溯到1030年代早期丹麥統治的斯韋恩·克努特森開征的稅收），得到他們的支持；但是馬格努斯三世卻推行成本高的政策，並要求冗長的服兵役。當馬格努斯三世於1094年至1095年冬天在尼達羅斯的新皇家莊園定居後，哈康還前往該市並在舊的皇家莊園內居住。他們之間的關係變得越來越緊張，最終哈康看到馬格努斯三世的長船完全控制海洋。哈康·馬格努森很快就與馬格努斯三世發生衝突，戰爭似乎無可避免。
1095年，馬格努斯三世準備對哈康·馬格努森採取軍事行動，但是對哈康·馬格努森的軍隊陣容強大感到震驚，只好穿過多夫勒山脈而避開從特隆赫姆來的哈康·馬格努森軍隊。然而，哈康在多夫勒山脈行軍期間突然逝世 。
在哈康·馬格努森逝世後，仍然有心懷不滿的貴族拒絕承認馬格努斯三世的統治地位，但是他們的動亂是短暫的。哈康·馬格努森背後的靠山是他的養父托爾·托特森（“Steigar-Tore”），他在哈康去世後拒絕承認馬格努斯三世為國王。在埃吉爾·阿斯拉克森（Egil Aslaksson）和其他貴族支持下，他讓一位不為人知的斯韋恩·哈拉爾特森（Sweyn Haraldsson）成為傀儡。雖然後來的傳記認為斯韋恩是丹麥人，但一些現代歷史學家推測他可能是哈拉爾三世的兒子。起義軍聚眾於挪威高地，但也得到挪威其他地方貴族的支持。經過幾週的戰鬥，馬格努斯三世擒獲托爾和他的支持者，並將他們絞死在瓦姆巴霍爾姆島（挪威北部羅弗敦群島的漢姆內伊島）。據記載，馬格努斯三世因為無法赦免埃吉爾而感到憤怒，埃吉爾是一位有潛質、年輕且資源豐富的貴族。作為國王，他的權力不允許赦免叛亂份子除非其他貴族為埃吉爾的求情，可惜卻沒有人為埃吉爾求情。
其後，馬格努斯三世最後一次在國內面對王權的挑戰，貴族斯維因克·斯泰納松（Sveinke Steinarsson）拒絕承認他為國王。雖然斯維因克在維肯消滅了不少海盜，但在與馬格努斯三世的一方談判後，他被迫流亡三年。由於斯維因克離開後很快海盜事件迅速增加（可能是斯維因克本人鼓勵的），馬格努斯三世在丹麥的哈蘭會見了他，要求他返回挪威，因此二人和解；斯維因克成為馬格努斯三世的忠實支持者，馬格努斯三世現在是無可爭議的挪威國王。

### 其他政績
由於北歐人的傳記（包括作為傳奇的主要來源的北歐詩集）主要描述與戰爭有關的事件，因此對早期挪威國王統治時期內發生的其他事件鮮有記載。例如，斯諾里·斯蒂德呂松寫了十五頁有關馬格努斯三世的記載，而記載他的父親和平者奧拉夫三世卻只有兩頁（儘管奧拉夫三世的統治時間幾乎是格努斯三世的三倍）。現代歷史學家已經留意到，這可能使國王的形象一面倒地寫成像馬格努斯三世這樣的（像馬格努斯三世的事件傾向描寫他作為戰士的行為）。
馬格努斯三世的統治通常是標誌着挪威日益趨向與其他歐洲王國相似。馬格努斯三世通過強大的貴族網絡（其中一些是親戚）鞏固權力以致皇室的統治日漸確立；同時也發展了教會的組織。北歐的主教都屬於漢堡-不來梅大主教管區，直到馬格努斯去世一年後（當隆德教區成立時）。另一方面，當時的牧師和主教主要是來自英格蘭和德意志的外國人。然而，馬格努斯三世實際上統治著挪威的教堂。
通過貨幣學，進行鑄幣改革眾所周知是在馬格努斯三世統治期間開始。改革將硬幣中的銀含量恢復到90％左右，這是祖父哈拉爾·哈德拉達於1055年改革前的水平，其後哈拉爾·哈德拉達的改革將銀含量降低到約30％（硬幣的剩餘部分是銅）。馬格努斯三世的改革亦使硬幣大小減少到0.45克，是之前的重量一半。雖然硬幣中的銀價值大致相同，但硬幣卻不需要銅。

### 第一次愛爾蘭海遠征
當馬格努斯三世在鞏固國內地位後，他試圖重建挪威在愛爾蘭海周圍的影響力。馬格努斯三世試圖於1097年在南部群島安插附庸國王英格蒙德，但後者在反叛中喪生。目前還不清楚馬格努斯的最終目標是什麼，而他遠征的重要性被現代英國歷史學家所忽視。 英國編年史家馬姆斯伯里的威廉認為馬格努斯三世試圖奪取英格蘭國王威廉二世的王位（與他祖父哈拉爾三世的野心一樣）。歷史學家推測他想建立一個包括蘇格蘭和愛爾蘭在內的帝國，儘管大多數現代挪威和蘇格蘭歷史學家認為他的主要目的只是控制愛爾蘭海周圍的北歐社區。雖然他可能受到英格蒙德謀殺案的影響，但是奧克尼伯爵薩迦聲稱馬格努斯三世被奧克尼伯爵的兒子哈康·保羅森說服，他想為自己擁有一個伯國。馬格努斯三世也有可能想在挪威境外為與他同行的8歲的兒子西居爾提供一幅領地。馬格努斯三世於1098年駛入西海，會同一支龐大的艦隊抵達奧克尼群島。曼恩和群島國王編年史聲稱他擁有160艘船，但英國編年史家奧德里克·維塔利斯聲稱他的艦隊由60艘船組成。據此，P·A·蒙克（P.A. Munch）認為最初的160艘船隻，其中100艘來自萊丹（公共徵用），並在抵達後不久返回；在馬格努斯三世向南行動的艦隊包括60艘皇家及男爵的船隊。根據Førsund的說法，每艘船120人的低估值意味著皇家及男爵的船隊上有8,000人，而萊丹船隻則有12,000人。然而，許多歷史學家認為舊海軍競選賬戶中的船號被誇大了。
抵達後，馬格努斯三世開始與蘇格蘭和愛爾蘭國王就蘇格蘭、愛爾蘭及周邊島嶼的土地控制權進行談判 。抵達奧克尼後，他立即將奧克尼伯爵保羅及埃爾蘭·索芬森送上萊丹前往挪威成為囚犯，將他們的兒子哈康·保羅森，馬格努斯·厄林德森和埃爾林·厄林德森當作人質，並將自己的兒子西居爾立為奧克尼伯爵。馬格努斯三世然後侵略蘇格蘭、南部群島和劉易斯島，他並沒有遭到嚴重反抗，繼續掠奪赫布里底群島的尤伊斯特島、天空島、泰里島、馬爾島和艾拉島以及琴泰岬半島：愛奧那島亦曾被他探訪，卻沒有被掠奪。馬格努斯三世在桑迪也被記錄為交戰，雖然確切的位置不明確（該地區有三個島嶼名稱）。進入愛爾蘭海後，他在阿爾斯特失去了三艘萊丹船和120名船員。然後馬格努斯三世繼續前往萌島，奧塔爾伯爵在一場激烈的戰鬥中倒下；他還追逐（或俘虜）群島之王拉格曼戈德雷德森。萌島受到挪威人的控制，馬格努斯三世和他的士兵在島上待了一段時間。在那裡，他組織挪威人移民到該島，並使用來自蘇格蘭加洛韋的木材建造（或重建）幾個堡壘和房屋。這暗示他也制服該地區的一部分，將其首領變成族人，並且可能更獲得加洛韋的宗主權。
馬格努斯三世可能打算之後入侵愛爾蘭，但卻發現他的領土已經過度擴張。格溫內斯國王格魯菲德‧阿普‧凱南可能已經接觸過他，格魯菲德‧阿普‧凱南曾被諾曼伯爵第二代什魯斯伯里伯爵蒙哥馬利的休和車士打伯爵休·德·阿夫朗什驅趕至愛爾蘭。根據奧爾德里克·維塔利斯的記載，馬格努斯三世帶著六艘船轉去在威爾斯格溫內斯王國的安格爾西島。根據歷史學家羅斯瑪麗·鮑爾（Rosemary Power）的說法，馬格努斯三世出現在帕芬島（Puffin Island）的海岸邊，因為諾曼伯爵他們擊敗格溫內斯國王-“這恰好歸於神聖的天意”，為了威爾斯人而打斷諾曼人勝利慶祝活動，（雖然馬格努斯三世不一定打算與他們對立）。在隨後的戰鬥中（被稱為安格爾西海峽之戰，根據鮑爾所述是“史上最廣泛報導的馬格努斯三世的事件”），馬格努斯三世射中蒙哥馬利的休的眼睛而殺死他，並擊敗諾曼人的軍隊。這記載了馬格努斯三世對殺戮蒙哥馬利的休表示遺憾，並表明他可能對與諾曼人聯盟感興趣。其後，他突然和他的軍隊一起馬格努斯三世回到曼恩，讓諾曼軍隊變得虛弱和士氣低落。在這場戰鬥之後，馬格努斯三世贏得了對該島的控制權（這可能表明格溫內德的投降），安格爾西島被認為是挪威最南部的邊界。馬格努斯三世的王國擴張可能開始引起英格蘭人的關注，他們仍然記得馬格努斯三世的祖父哈拉爾·哈德拉達於1066年的入侵，及於1069年至70年間與丹麥國王斯文·埃斯特德遜的戰爭，以及1085年克努特四世險些入侵的威脅。

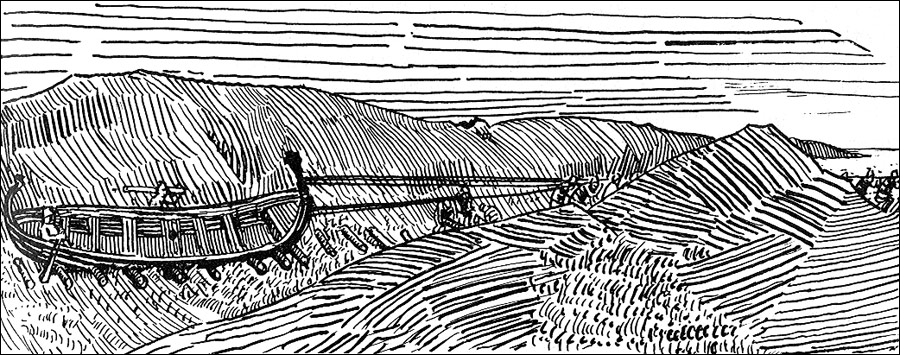
馬格努斯三世證明琴泰岬半島是根據與蘇格蘭人的條約而成為他的屬地。在1899年版本的挪威王列傳中由Gustav Storm所想像的

當時蘇格蘭的內戰持續，儘管國王埃德加獲得些微優勢。根據傳記所述，或許埃德加（錯誤地稱馬爾科姆）害怕在內部紛爭後遇到馬格努斯三世，他告訴馬格努斯三世將會放棄所有蘇格蘭人對蘇格蘭以西島嶼的要求以換取和平。馬格努斯三世接受這一提議，使他在每個島嶼都有一艘船可以用舵套裝置而到達。馬格努斯三世獲得他對南部群島統治的認可，其中包括琴泰岬半島，因為他證明他的船可以用舵套裝置被拖過狹窄的塔伯特地峽。歷史學家理查·奧拉姆聲稱，參考與蘇格蘭國王的正式協議是一種“後挪威內戰結合”，旨在使哈康四世的議程合法化。羅斯瑪麗·鮑爾同意北歐的消息來源說，與蘇格蘭人達成的正式協議可能已經結束，肖恩·杜菲（Seán Duffy）指出，埃德加“樂意割讓”小島交與馬格努斯三世，因為他“在任何情況下在那裡的權力都很少甚至沒有”。馬格努斯三世在赫布里底群島度過了冬天（繼續加固島嶼），而他的士兵有很多都已返回挪威。馬格努斯三世此時可能會與已故蘇格蘭國王馬爾科姆·麥克鄧肯的女兒瑪蒂爾達準備結婚，但婚禮最後並沒有進行 。馬格努斯在一年後的1099年夏天返回挪威，儘管他征服的許多島嶼（如安格爾西），但是這些地方僅在名義上受挪威控制。

### 征戰瑞典
返回挪威後，馬格努斯三世轉向東方擴張。通過聲稱恢復挪威和瑞典之間的祖傳邊界，他於1099年末為瑞典的達爾斯蘭和西約特蘭進軍。在馬格努斯三世看來，與瑞典的邊界應該設置在更遠的東部：在約塔河，通過維納恩湖和北到韋姆蘭。他聲稱擁有韋姆蘭以西的所有土地（主要是達爾斯蘭）。瑞典國王英格·斯滕克爾森（“老英格”）駁斥了這一說法，馬格努斯三世因此開始他的遠征以回應。他突襲森林村莊以進軍，而老英格亦開始召集軍隊。當他的軍官建議撤退時，馬格努斯三世變得更進取;他相信一旦開始出兵，就不應該中途而廢。在一次意外的夜間襲擊中，馬格努斯三世襲擊了位於約塔河的福克瑟納（小埃德市附近）以東的瑞典軍隊。在擊敗福克瑟納的瑞典軍隊後，他征服了西約特蘭的一部分。根據一個吟遊詩人的口傳，馬格努斯三世征服“來自濟茲的一千五百人”。馬格努斯三世有一座以樹木建成的堡壘，周圍環繞著護城河，建在維納恩湖南部的科蘭島上。在返回挪威之前，馬格努斯在島上留下了300名軍隊在此過冬（由芬恩·斯科夫特森與西古德·烏爾斯特倫格率領）。
根據蘭迪·海倫·福爾松德（Randi Helene Førsund）的說法，科蘭島的挪威人似乎都有傲慢的性格（也許是因為他們曾在馬格努斯三世麾下取得成就），他們嘲笑瑞典國王花了這麼長時間才到達。當新形成的冰將島嶼連接到大陸後，老英格率領大約3000士兵到達。雖然他多次提出允許挪威人平安地返回家園（帶同他們戰利品及財產），但老英格的提議遭到拒絕。瑞典軍隊最終襲擊堡壘。挪威士兵在被棍棒毆打並放棄所有財產後，倖免遁逃回家。馬格努斯三世對此次羞辱性的失敗感到非常生氣，因而計劃報復。第二年他帶兵攻入瑞典，重新佔領了同樣地區。在倉促行動期間，馬格努斯三世和他的士兵遭到瑞典軍隊的伏擊，被迫逃回他們的船隻，遭受重創。戰爭一直持續到1100或1101年。
丹麥國王埃里克一世擔心衝突升級，開始在兩位國王之間進行和議協商。在馬格努斯三世於1096年襲擊哈蘭後，丹麥和挪威之間的關係變得緊張，埃里克一世擔心這場衝突可能蔓延到自己國家。這三位斯堪的納維亞國王最終同意在約塔河附近的邊境地區和談。在建設性的會議後，他們同意保留祖傳邊界；通過迎娶老英格的女兒瑪格麗特·弗雷庫拉（她亦因此獲得弗雷庫拉的名字，意思為“和平的少女”），馬格努斯三世取得他代表他宣稱的祖傳土地。由於兩人的婚姻中並沒有孩子，達爾斯蘭從未成為挪威的一部份，並在馬格努斯三世去世後歸還給瑞典。

### 第二次愛爾蘭海遠征
馬格努斯三世在1101年或1102年再次遠征愛爾蘭，這次他的軍隊規模比上一次還要大。這次對他來說的最大挑戰之一是島上小王國和聯盟的數量。根據愛爾蘭的記載，馬格努斯三世來到是“征服愛爾蘭”，“入侵愛爾蘭”或“圍攻愛爾蘭”。馬格努斯三世在前往曼恩的路上得到奧克尼的增援，在那裡他建立了前哨基地。馬格努斯三世與他的盟友芒斯特國王及愛爾蘭高王穆爾切赫特·奧布萊恩（Muirchertach Ua Briain）之間的局勢變得高度緊張，因為穆爾切赫特正在與他的對手多姆納爾·洛赫蘭爭鬥。據稱不知名的水軍襲擊斯卡特里島（靠近穆爾切赫特的基地），可能是馬格努斯三世因為測試當時情況而做的。在他抵達曼恩後，愛爾蘭的記載稱馬格努斯三世同意與愛爾蘭人享有“一年的和平”（暗示敵意；這種協議是外交手段，通常是雙方在戰爭中談判的）。其他的記載描述婚姻協議是該條約的一部分；馬格努斯三世的兒子西居爾與穆爾切赫特的女兒比約蒙約（Bjaðmunjo）結婚。在他們婚禮當天，馬格努斯三世將西居爾命名為共治國王並讓他管理西部的領土。穆爾切赫特還承認馬格努斯三世對都柏林和芬戈的控制。
大約在同一時間，穆爾切赫特迎娶蒙哥馬利的阿努爾夫的女兒，阿努爾夫是於1098年被馬格努斯三世殺害的蒙哥馬利的休之兄弟。根據蒙金斯基納（Morkinskinna）記載關於一名名為“Giffarðr”的“外國騎士”，該人於遠征瑞典前出現在馬格努斯三世的宮廷中的說法被羅斯瑪麗·鮑爾認為是馬格努斯三世可能與白金漢伯爵沃爾特·吉法德（或其中一個家庭成員）密謀對抗英格蘭亨利一世的證據。根據奧德里克·維塔利斯的記述，馬格努斯三世在林肯的一名富有的市民身上留下寶藏，在馬格努斯三懢逝世後，國王亨利一世將其沒收。這個寶藏亦有可能是由諾曼伯爵用來支持馬格努斯三世的，並且可能由吉法德安排，據傳奇中記載他已經去過馬格努斯三世的王庭。這可能為馬格努斯三世對虛耗極大的西征提供豐厚回報，這次西征在當時的挪威並不受歡迎。
穆爾切赫特擅長外交，對女兒嫁妝的談判可能是政治遊戲的一部分。雖然他可能沒有打算履行與馬格努斯三世（或其他人）的協議，但他需要後者幫助擊敗多姆納爾·洛赫蘭。在和平協議後，馬格努斯三世和穆爾切赫特繼續進行聯合搶略遠征，僅在1102-03年的冬季中斷。傳奇記載馬格努斯三世在康諾特（Connacht）中徘徊，但由於康諾特（Connacht）被錯誤地稱為穆爾切赫特的王國，現代歷史學家將其定位為基拉盧（Kincora）及芒斯特（Munster）。羅斯瑪麗·鮑爾認為馬格努斯三世更有可能將他的艦隊留在都柏林附近 。馬格努斯三世於1103年對多姆納爾和基涅利的遠征可能與穆爾切赫特結盟，但是（與挪威人的記載是相反的）愛爾蘭的記載（“阿爾斯特編年史”和“四大家史冊”）並沒有將他們的遠征描述為成功。1103年8月5日，穆爾切赫特試圖在馬格·科巴戰役中征服多姆納爾，但是失敗。馬格努斯三世並沒有參與，但他在都柏林的軍隊卻與穆爾切赫特一同出戰。自馬格努斯三世前往愛爾蘭爭取王位以來，穆爾切赫特可能已經想他返回挪威。根據蒙金斯基納和挪威王列傳的說法，兩人同意穆爾切赫特將馬格努斯及其手下的牛送回挪威;由於這拖延約定的時間，馬格努斯三世開始懷疑愛爾蘭人計劃了襲擊。他於1103年8月24日將他的軍隊聚集在聖巴多羅買日（根據Ágrip或前一天）冒險進入該國。馬格努斯三世和他的手下可能會突襲搶奪牛群，或者烏萊德人誤以為挪威人是來襲擊的赫布里底群島人。或者，穆爾切赫特可能已經命令烏萊德人向馬格努斯三世的軍隊提供糧食，煽動烏萊德人伏擊挪威軍隊。
根據挪威的記載描述大軍隱藏在伏擊地點。挪威軍隊因此感到意外，並沒有處於戰鬥狀態。馬格努斯三世試圖控制混亂的軍隊，命令他的部分部隊奪取安全的根據地，並使用箭手發箭減緩愛爾蘭人進攻的速度。在混戰中，馬格努斯三世被一條長矛穿過膝蓋以上的兩條大腿，但是他還在努力讓他的手下回到營地。一名揮舞著斧頭的愛爾蘭人衝向他，在他的頸上造成致命的傷害。當他的部眾勸說他在遠征過程中不夠謹慎行事時，據報導馬格努斯三世當時回應說：“國王是為了榮譽，而不是為了長壽”; 他是最後一位在國外戰鬥中殞命的挪威國王。
也許因為被穆爾切赫特背叛，馬格努斯三世亦有可能被自己人背叛（特別是來自高地的貴族托格里姆·斯金恩魯維（Torgrim Skinnluve），因為他們在戰鬥中逃到船上）。托格里姆和他的手下有可能是由挪威的強大勢力指揮，他們希望馬格努斯三世從挪威王位上被除掉。根據斯諾里·斯蒂德呂松記載，更多的愛爾蘭人比挪威人在戰鬥中倒下，如果Torgrim和他的部眾遵命進行戰鬥，馬格努斯三世的統治可能會有所不同。馬格努斯三世的兒子西居爾在父親戰敗後並沒有帶同他的孩童新娘回到挪威，挪威對該地區的直接控制也因此告一段落。雖然挪威的影響仍然存在，但是挪威國王並沒有回歸直至超過150年後。馬格努斯三世的領土擴張統治亦因他的死亡而告終。
在現代，馬格努斯三世於愛爾蘭和蘇格蘭的傳記比在他的家鄉挪威的更多。因為他統治期間長時間不在國內，挪威只有很少國內發展，如制定了更加王權集中的統治，及更接近於歐洲的教會組織的模式。馬格努斯三世通常被描繪為維京戰士而不是中世紀君主，他是最後一位在國外戰死的挪威國王，有一些方面他可能被認為是最後的維京國王。

## 子嗣
作為1101年和平協議的一部分，馬格努斯三世與瑞典國王英格·斯滕克爾森的女兒瑪格麗特·弗雷庫拉結婚。他們的婚姻並沒有任何孩子。馬格努斯三世接替他作為國王的三個兒子均由不同女性所生，他有兩個已知女兒由身份不明的女性所生：
1. 埃斯泰因：由一位“地位低微的妻妾”於1089年所生
2. 西居爾：1090出生，母親名叫托拉
3. 奧拉夫：約於1099年出生，母親是來自特倫德拉格斯特林達（英语：Strinda）的西格里德·薩瑟斯達特爾（Sigrid Saxesdatter）
4. 拉格茜爾：嫁給丹麥國王埃里克一世的兒子及丹麥王位覬覦者哈拉爾德·凱斯加（英语：Harald Kesja）
5. 托拉：嫁給冰島酋長羅夫杜爾·西蒙德松（Loftur Sæmundsson）

馬格努斯三世去世多年後，其他人公開宣稱是他的兒子；但是，無法確定這些聲稱的真實性：
- 哈拉爾·吉勒：出生於1103年在愛爾蘭，其聲稱被馬格努斯三世的兒子西居爾所確認
- 西居爾·馬格努森：他的母親是來自維克的索拉·薩瑟斯達特爾（Thora Saxesdatter）；其聲稱不被哈拉爾·吉勒所接納
- 馬格努斯·勞德：只在法格爾斯金納（Fagrskinna）提及

## 葬禮
馬格努斯三世可能在科伊爾河附近死亡。根據曼恩和群島國王編年史，馬格努斯三世“被埋葬在唐郡的聖帕特里克教堂附近”。距離馬島大教堂以南約兩英里（1.2公里）的土墩是1859年在丹麥考古學家約翰·雅各·阿斯穆森·沃爾賽認為是地圖上被稱為馬格努斯三世的墳墓。斯諾里·斯蒂德呂松描述了沼澤和艱難的地形，馬格努斯和他的部下在那裡受到襲擊符合馬島及其周圍的條件，使其成為埋葬地點的最有可能的選址之一。根據Finbar McCormick的說法，伏擊的人可能不想為他和他的士兵以基督徒之禮埋葬，而是將他們埋在被殺的地方附近 。標誌著該遺址的唐帕特里克符文石紀念碑於2003年3月豎立，以紀念他逝世900週年。墓地基本上只可通過唐帕特里克的遺跡鐵路進入；唐帕特里克及唐郡鐵路公司建造了一個俯瞰墳塚和符文石的車站。

## 繼承

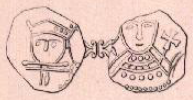
代表由西居爾及埃斯泰因共同統治的錢幣

馬格努斯三世的王位由他的三個兒子和平地繼承：西居爾、埃斯泰因和奧拉夫。在十一世紀二十年代後期接近西居爾統治結束時（他已經比他的兄弟長壽），以前不為人知的哈拉爾·吉勒從西方來到挪威，聲稱是馬格努斯三世的兒子和王國的合法繼承人。西居爾認為哈拉爾是他的兄弟（和繼任者），因為哈拉爾在通過嚴峻考驗的情況下在九個燃燒中的犁耙上行走而並未受傷，並且在西居爾於1130年去世後，他與西居爾的兒子馬格努斯·西居爾松被宣佈成為國王。由於哈拉爾·吉勒的母親陪同他前往挪威，西居爾可能已經認出是他父親以前的情人。
哈拉爾·吉勒和馬格努斯·西居爾松之間的關係惡化。幾年後，哈拉爾·吉勒將馬格努斯弄成殘障和廢黜（因此他的名字為“盲人”）。不久之後，哈拉爾·吉勒被另一名王位覬覦者西居爾·馬格努森謀殺，西居爾·馬格努森還聲稱自己是馬格努斯三世的兒子，但是其聲稱不被哈拉爾·吉勒採納。在哈拉爾·吉勒死後，西居爾·馬格努森與盲人馬格努斯·西居爾松結盟，但他們在Holmengrå戰役中被忠於哈拉爾·吉勒家族的貴族所擊敗。馬格努斯四世在戰鬥中喪生；西居爾·馬格努森被俘獲，折磨並被處決。這開始了長達一個世紀的挪威內戰時代。

## 記念遺物
最早被稱為馬格努斯的本土愛爾蘭人可能是穆爾切赫特·奧布萊恩最偉大的競爭對手多姆納爾·洛赫蘭的兒子 ；馬格努斯在12世紀成為烏萊德人的名字。根據蒙金斯基納的說法，挪威仍可在馬格努斯去世後大約十二年後收到愛爾蘭的進貢。
馬格努斯成為至少兩部蓋爾語民謠的主題人物－馬努斯·莫爾。在最著名的版本中，他在遠征西方後回到挪威；他在第二版本中被殺。不同的版本可能來自馬格努斯的兩次遠征。在傳奇，詩歌和當地歷史方面，蘇格蘭的馬格努斯也有傳統。
“赤腳王馬格努斯節”在現代的愛爾蘭舉行，亦有啤酒以他的劍Legbiter命名。根據Førsund的說法，在挪威，馬格努斯三世在歷史書籍中“被貶低”；紀念他的遺物很少。當國王馬格努斯在阿爾斯特人的伏擊中喪生時，他的劍被收下並送回挪威。